# Zombies 4: Dawn of the Vampires
Zombies 4: Dawn of the Vampires, kurz Zombies 4, ist ein US-amerikanischer Musical-Fernsehfilm aus dem Jahr 2025. Regie führte wie bei den Vorgänger-Filmen der Produzent Paul Hoen. Der Film wurde am 10. Juli 2025 auf dem US-amerikanischen Disney Channel ausgestrahlt und ist am darauffolgenden Tag weltweit auf Disney+ erschienen.

## Handlung
Zed, Addison, Eliza und Willa haben ihr erstes Studienjahr am Mountain College hintersich. Zed und Addison haben die meiste Zeit des Jahres damit verbracht, in ihren jeweiligen Sportarten - Football und Cheerleading - besser zu werden. Dadurch hatten sie kaum Zeit für einander, also auch mit ihren Freunden. Beide planen für den Sommer jeweils für ihre Sportarten in ein Sommer-Camp zu gehen.
Zed, Addison, Eliza und Willa machen einen Roadtrip zu ihren jeweiligen Sommerzielen, als ein mysteriöser Energieschub dazu führt, dass Zeds Z-Band eine Fehlfunktion hat und ihr Auto von der Straße abkommt. Der Unfall führt dazu, dass die Gruppe in einer unbekannten Gegend stranden  und sich aufteilt, um Hilfe zu finden. Zed trifft auf eine neue Gruppe von Monstern, die Daywalkers, die von Commander Bright angeführt werden. Addison trifft auf die Vampire, angeführt von der Vampir Ältesten. Die beiden Gruppen rivalisieren seit langem um eine gemeinsame und schwindende Energiequelle, die Blutfrucht. Nova und Victor werden von ihren Ältesten unter Druck gesetzt, alles zu tun, um die Blutfrucht für ihren Clan zu sichern, obwohl sie mysteriöse Visionen voneinander haben.
Die Daywalker und die Vampire treffen zusammen mit Eliza und Willa gleichzeitig in der Blutfruchtplantage ein, doch das Tor zur Plantage ist verschlossen. Auf der Suche nach Hinweisen, wie das Tor zu öffnen ist, lassen sich die jungen Gruppen von Daywalkern, angeführt von Nova, und Vampiren, angeführt von Victor, im verlassenen Camp Rayburn nieder, einem Lager, in dem die Vorfahren von Daywalkern und Vampiren früher zusammenlebten. Im Camp treffen sich Nova und Victor und beginnen, sich an ihre Visionen zu erinnern.
Zed, Addison, Eliza und Willa fungieren als Camp-Betreuer zwischen den beiden verfeindeten Gruppen, in der Hoffnung, sie zur Zusammenarbeit zu bewegen. Nova und Victor fühlen sich durch ihre gemeinsamen Visionen verbunden und glauben, dass etwas Übernatürliches sie zusammenführt. In der Zwischenzeit halten die mysteriösen Energieschübe an und bedrohen Zombies und Werwölfe weit über das Camp hinaus. Die Daywalker und die Vampire beginnen langsam zusammenzuarbeiten und sind schließlich in der Lage, ihre Differenzen zu überwinden und das Tor zur Blutfruchtplantage zu öffnen. Als jedoch die Ältesten eintreffen, sind sie schockiert über die Zusammenarbeit der beiden Gruppen und beginnen zu kämpfen, wobei sie versehentlich die halbe Plantage niederbrennen. 
Zed, Eliza und Willa entdecken, dass die sterbenden Blutfruchtwurzeln die gefährlichen Energieschübe verursachen. Nova und Victor glauben, dass die Vereinigung der Mondsteine ihrer Völker helfen wird, die Wurzeln zu heilen und die Energieschübe zu stoppen, aber sie befürchten, dass dies eine unmögliche Aufgabe sein wird. Addison und der geschwächte Zed ermutigen die beiden, das Unmögliche möglich zu machen.
Die Daywalker und die Vampire arbeiten zusammen, um sich gegen die Ältesten aufzulehnen. Dies gelingt ihnen, ihre Mondsteine zu vereinen, was die Wurzeln heilt, die Energieschübe stoppt, die Fehde zwischen den beiden Gruppen beendet und ein wundersames Wachstum der Blutfrucht zubewirken. Die vereinten Monster feiern die Errungenschaft.
Zed und Addison denken über ihre Erfahrungen nach und beschließen, den Rest des Sommers mit ihren Lieben zu verbringen und Beziehungen über persönliche Erfolge zu stellen. Nova und Victor versprechen sich, in Kontakt zu bleiben. Während sie sich umarmen, sehen sie, wie sich ein übernatürlicher Wasserspeier über dem Ozean bildet.

## Synchronisation
Die deutschsprachige Synchronisation entstand unter der Dialogregie von Bernhard Völger nach einem Dialogbuch von Sabine Völger und Bernhard Völger durch die Synchronfirma FFS Film- & Fernseh-Synchron GmbH in Berlin.
| Rolle            | Darsteller      | Synchronsprecher  |
| ---------------- | --------------- | ----------------- |
| Zed              | Milo Manheim    | Nicolás Artajo    |
| Addison          | Meg Donnelly    | Victoria Frenz    |
| Eliza            | Kylee Russell   | Maximiliane Häcke |
| Willa            | Chandler Kinney | Sarah Tkotsch     |
| Commander Bright | Jonno Roberts   | Johannes Berenz   |
| Vampir Älteste   | Lisa Chappell   | Heide Domanowski  |

## Produktion
Im November 2023 wurde bekannt, dass ein vierter Zombies-Film in Entwicklung befindet, in dem Milo Manheim und Meg Donnelly in ihren Rollen zurückkehren würden. Die offizielle Filmankündigung erfolgte am 10. Februar 2024. Auch Chandler Kinney und Kylee Russell kehren für den vierten Teil zurück. Gedreht wurde zwischen Ende März bis Mitte Mai in Auckland, Neuseeland. Neue zentrale Rollen übernahmen Freya Skye als Nova und Malachi Barton als Victor.
Die Erstausstrahlung fand am 10. Juli 2025 auf dem US-amerikanischen Disney Channel statt.

## Soundtrack
Der erste Song des Soundtracks The Place To Be erschien am 2. Mai 2025, gemeinsam mit dem dazugehörigen Musikvideo.
Als zweite Single folgte Don‘t Mess With Us am 13. Juni 2025. 
Der restliche Soundtrack zu Zombies 4 erschien am 10. Juli 2025 weltweit und beinhaltet Folgende Songs:
1. Legends In The Making – Milo Manheim, Meg Donnelly, Chandler Kinney & Kylee Russell
2. The Place To Be – Freya Skye, Malachi Barton, Swayam Bhatia, Julian Lerner & Mekonnen Knife
3. Dream Come True (Intro) – Freya Skye & Malachi Barton
4. Don't Mess With Us – Cast of Zombies
5. Dream Come True – Freya Skye & Malachi Barton
6. Kerosene – Cast of Zombies
7. My Own Way – Freya Skye
8. Possible – Cast of Zombies
9. Someday (Reprise) – Milo Manheim & Meg Donnelly
10. Show The World – Cast of Zombies
11. Ain't No Doubt About It (Reprise)	– Milo Manheim & Meg Donnelly
12. Together As One – Cast of Zombies
13. ZOMBIES 4 Score Suite

## Rezeption
Der Film wurde sowohl von den Fans als auch von den Kritikern überwiegend positiv aufgenommen. Bei der Erstausstrahlung im Fernseh  erreichte der Film insgesamt 600.000 Zuschauer. Innerhalb der ersten zehn Tage, in denen der Film auf Disney+ abrufbar war, erreichte er weltweit insgesamt 9,3 Millionen Zuschauer.